# Mary Lawson
Pour les articles homonymes, voir Lawson.
Ne pas confondre avec Mary (Elizabeth) Lawson (1910-1941), actrice américaine
Mary Lawson, née en 1946 à Blackwell (aujourd'hui Sarnia) en Ontario, est une écrivaine canadienne.

## Biographie
Parente éloignée de Lucy Maud Montgomery, l'auteure de Anne... la maison aux pignons verts, elle passe son enfance dans sa ville natale, où son père travaille comme chimiste dans la recherche. Après l'obtention d'un diplôme en psychologie de l'Université McGill de Montréal, elle séjourne en Grande-Bretagne et finit par y accepter un emploi comme psychologue industriel. Elle épouse le psychologue britannique Richard Mobbs. 
Dans la cinquantaine, elle se lance dans l'écriture, publie quelques nouvelles dans des magazines féminins, puis entreprend un roman. Elle passe cinq ans à le peaufiner, puis trois supplémentaires pour trouver un éditeur. En 2002, paraît enfin Le Choix des Morrison (Crow Lake) qui obtient un excellent accueil public et critique, notamment dans le New York Times et The Guardian.
Son deuxième roman, L’Autre Côté du pont (The Other Side of the Bridge, 2006), qui se maintient plusieurs semaines sur la liste des best-sellers du magazine Maclean's, obtient également de bonnes critiques, dont celles de The Independent et du Toronto Star. 

## Œuvre

### Romans
- Crow Lake (2002)[1] Publié en français sous le titre Le Choix des Morrison, traduit par Cécile Arnaud, Paris, Éditions Belfond, coll. « Littérature étrangère », 2002, 328 p.  (ISBN 2-7144-3883-0)
- The Other Side of the Bridge (2006)[2] Publié en français sous le titre L’Autre Côté du pont, traduit par Michèle Valencia, Paris, Éditions Belfond, coll. « Littérature étrangère », 2007, 353 p.  (ISBN 2-7144-4250-1)
- Road Ends (2013)[3] Publié en français sous le titre Un hiver long et rude, traduit par Michèle Valencia, Paris, Éditions Belfond, coll. « Littérature étrangère », 2015, 417 p.  (ISBN 978-2-7144-5680-9)
- A Town Called Solace (2021)Publié en français sous le titre Des âmes consolées, traduit par Valérie Bourgeois, Paris, Éditions Belfond, 2022, 267 p.  (ISBN 978-2714495655)